# 산조 이즈코
산죠 타카코/이즈코(일본어: 三条 厳子 さんじょう たかこ/いずこ[*], 쇼헤이 6년 (1351년) - 오에이 13년 12월 27일 (1407년 2월 14일))는 난보쿠초 시대ㆍ무로마치 시대의 여성이다. 고엔유 천황의 후궁으로, 고코마츠 천황, 켄시 내친왕의 생모이다. 원호는 츠요몬인 (通陽門院)이다. 준삼궁이고, 아버지는 내대신 산죠 킨타다이다.

## 생애
겐토쿠 2년 (1371년), 오히토 친왕 (훗날의 고엔유 천황)의 죠로뇨보로 입시하였다. 산죠 킨타다 『후우매기(後愚昧記)』에 의하면, 고와 3년 (1383년), 고엔유 상황과 아시카가 요시미츠와의 불화에 휘말려, 2월 1일에 출산을 하고 중궁으로 돌아오던 길에, 고엔유 상황에게 칼등으로 맞는 사건이 벌어져, 친정인 산죠가에 도망가는 사건이 일어났다.
고코마츠 천황의 황위 계승 후, 고와 3년 (1383년) 11월에 종2위, 오에이 2년 (1395년) 4월에 준삼궁, 오에이 3년 (1396년) 7월 24일에 원호 선하를 받았다. 오에이 13년 (1406년) 12월 27에 56세의 나이로 사망했다. 사망했을 때, 아시카가 요시미츠는 천황 1대에 두 번 상복을 입는 것은 불길하다고 하여, 그의 아내 히노 야스코를 고코마츠 천황의 준모로 세워 두번이나 상복을 입는 것을 피하게 했다.

## 상해 사건

### 배경
에이토쿠 2년 (1382년) 8월에 이즈코의 아버지 산죠 킨타다가 교토 시내의 토지 취득을 희망했는데, 당시 교토 시내의 토지 배분권을 가진 것은 치천의 고엔유인이었다. 이에 킨타다는 아시카가 요시미츠에게 의뢰하여 킨타다에게 토지 지급을 요청하는 부케싯소를 고엔유인에게 신고하게 하였다. 그런데, 고엔유는 이에 불쾌감을 갖고, 부케싯소를 일단 각하한 뒤 일전하여 "부케싯소는 무시할 수 없으므로 땅은 지급하되, 이즈코를 추방하겠다"고 선언하였다. 결국 킨타다가 당초 원했던 토지를 철회한 후에 다른 토지를 지급하기로 타협이 이루어졌다. 이후, 고엔유인과 요시미츠의 관계는 악화되어, 11월 고엔유인이 킨타다에게 "지급한 토지를 반납하지 않으면, 이즈코를 처벌하겠다"고 통보하였고, 이즈코의 권유도 있어 킨타다는 토지를 반납하였다.
연말에 요시미츠이 고엔유에 대해 정월 의식 비용을 진상하자, 고엔유는 이를 되받아 "이제 살아도 어쩔 수 없다"고 말하는 상황이 벌어지고 있었다. 그러던 중, 이즈코는 출산한지 20일이 된, 한참 산후 조리 중이었는데, 고엔유가 불러서 돌아오는데, 이는 당시로써는 킨타다가 지나치게 가혹하다며 분노할 정도로 이례적이었다.
사건 이틀 전인 고코곤 상황의 기일에 고엔유가 불사를 지냈더니, 요시미츠에게 눈총을 받을까 두려워하는 전상인들이 한명도 참석하지 않는 사태가 벌어졌다.

### 사건 당일 이후
2월 1일, 고엔유는 이즈코에게 고유도노(욕실)에 참배하라고 명하지만, 당시의 목욕은 그렇게 자주 행해지는 것도 아니고, 귀인의 목욕 때는 하카마와 유마키를 착용한 뇨보들의 봉사가 필요했고, 하카마와 유마키가 준비되지 않았다며 이즈코는 참배를 거절했다. 이에 고엔유는 격분하여, 이즈코의 방으로 밀고 들어가, 이즈코를 칼등으로 연신 내리쳤다.
이 후, 고엔유 생모 히로하시 나카코가 방문하여 고엔유에게 술을 권하고 달래는 한편, 이즈코가 치료를 위해 친정으로 갈 수 있도록 꾀를 내었다. 이즈코는 친정인 산죠가에 실려가 치료를 받고, 요시미츠도 의사를 파견했지만, 이즈코의 출혈은 다음날까지 멎질 않았고, 그 사이 이즈코는 여러 차례 정신을 잃었다.
이 사건의 동기로서 고엔유가 요시미츠와 이즈코의 밀통을 의심했다는 설이 있다. 요시미츠가 남의 처첩을 자신의 첩으로 삼은 예가 이미 다수 있었고, 황족인 미츠히토 왕의 첩과 동생인 아시카가 미츠아키라의 아내까지 자신의 첩으로 삼았으며, 이로 미루어 이즈코와 요시미츠의 밀통을 고엔유가 의심하는 것도 근거가 있다고 본다. 또, 이 사건 사흘 만에 후궁 안사츠노츠보네를 요시미츠와의 밀통 혐의로 출가시켜 추방했다.
이즈코가 출산 한 후, 고쇼에 돌아오지 않은 점, 또 그 후의 아시카가 요시미츠의 행동에서, 작가 카이온지 쵸고로는 "고코마츠 천황은 요시미츠의 자녀가 아니냐"는 설을 주창했다.
고엔유는 이 사건 2주 후, 할복 미수 사건을 일으켰고, 이 일련의 행동으로 인해 치천의 군의 권위가 실추됐다. 이후 고엔유는 정치적인 영향력을 행사하지 못했다.